# Filippo Gerosa
Filippo Gerosa (Forlimpopoli, 26 ottobre 1991) è un rugbista a 15 italiano.

## Biografia
Gerosa nasce nel comune di Forlimpopoli, in provincia di Forlì-Cesena. Cresce rugbisticamente nelle giovanili del Forlì, per poi venire selezionato nell'Accademia federale “Ivan Francescato”.
Dopo aver disputato il Campionato mondiale giovanile con la Nazionale Under-20, nel 2011-12 esordisce in Eccellenza con la maglia dei Crociati di Parma. Seguono due stagioni con Calvisano e I Cavalieri, prima dell'approdo al Viadana. Mentre gioca nel club giallo-nero, viene selezionato in qualità di permit player da Zebre e Treviso e convocato per due anni nell'Italia Emergenti. Nel 2016 viene acquistato a titolo definitivo dal Benetton per la stagione successiva di Pro12. Dal settembre 2017 torna a disputare il campionato nazionale nelle file del Petrarca, laureandosi campione d'Italia col club al termine del 2017-18. Dal 2020 viene ingaggiato dal Reggio Emilia.

## Palmarès
- Campionati italiani: 1
Petrarca: 2017-18
- Trofei Eccellenza : 1
Viadana: 2015-16